# Maroca
Maroca(mađ. Hegyhátmaróc, nje. Marotz) je selo u južnoj Mađarskoj. 
Zauzima površinu od 7,59 km četvornih.

## Zemljopisni položaj
Nalazi se podno sjeveroistočnih obronaka gore Mečeka (mađ. Mecsek), na 46°19' sjeverne zemljopisne širine i 18°20' istočne zemljopisne dužine, 2 km južno od Egyhazaskozara i 3 km istočno od Kubina.

## Upravna organizacija
Upravno pripada komlovskoj mikroregiji u Baranjskoj županiji. Poštanski broj je 7348.

## Stanovništvo
U Maroci živi 206 stanovnika (2005.). Mađari su većina. Nijemci čine blizu 13-ak % stanovništva. Blizu 2/3% stanovnika su rimokatolici, nešto preko desetine je luterana, blizu desetine je kalvinista te ostali.